# Thea de Haas
Thea de Haas (* 30. Oktober 1885 in Berlin; † 2. Mai 1976 in Nazza) war eine deutsche Malerin und Schriftstellerin. 
Thea de Haas wurde 1885 als Tochter eines Majors und einer Schriftstellerin in Berlin geboren. Nach dem Tod des Vaters und der jüngsten Schwester kam Thea mit der Mutter und einer Schwester nach Eisenach. Nach der Heirat mit dem evangelischen Pfarrer Rudolf de Haas folgten Aufenthalte in Koblenz und Brügge. Im Dezember 1911 wurde ihr Mann nach Nazza im Wartburgkreis versetzt. Hier entwickelte sie ein herzliches Verhältnis zu den Dorfbewohnern. 1914 unternahm das Paar eine (nach der Hochzeitsreise) zweite Afrikareise. Bedingt durch den Ausbruch des Ersten Weltkrieges kehrte Thea de Haas erst sieben Jahre später in ihre Heimat zurück. Die Afrikaerlebnisse schilderte sie in ihren Büchern Ursel reist nach Afrika und Urwaldhaus und Steppenzelt. Ersteres wurde 1946 von der Deutschen Verwaltung für Volksbildung in der sowjetischen Besatzungszone auf die Liste der auszusondernden Literatur gesetzt.
In Nazza ist seit 1992 ein Kindergarten nach ihr benannt. Viele ihrer Bilder befinden sich im Besitz von Nazzaer Familien; sie stattete auch die Kirche der Gemeinde mit einem Altarbild aus. 

## Werke
- Piet Nieuwenhuizen der Pfadfinder Lettow-Vorbecks. 2 Bände. 1922.
- Urwaldhaus und Steppenzelt. Leipzig 1926.
- Ursel reist in Afrika. Berlin 1931.